# Afrikaans Handvest van de rechten van de mens en de volkeren
Het Afrikaans Handvest van de rechten van de mens en de volkeren (ook bekend als het Handvest van Banjul) is een internationaal mensenrechtenverdrag dat tot doel heeft de mensenrechten en de fundamentele vrijheden in Afrika te beschermen en te bevorderen.
Het verdrag kwam tot stand onder auspiciën van de Organisatie van Afrikaanse Eenheid (sindsdien vervangen door de Afrikaanse Unie). In 1979 werd een comité van deskundigen ingesteld om een verdrag op te stellen, naar het voorbeeld van het Europese en het Amerikaanse mensenrechtenverdrag, maar met eigen accenten. Het ontwerp werd unaniem goedgekeurd op de 18e vergadering van de OAE in juni 1981 in Nairobi (Kenia). Het Handvest trad in werking na ratificatie door een meerderheid van ondertekenaars, op 21 oktober 1986. Die dag is sedertdien de “Afrikaanse Dag van de Mensenrechten” (“African Human Rights Day”, “Journée Africaine des Droits de l'homme”).
Het toezicht op en interpretatie van het Handvest is de taak van de Afrikaanse Commissie voor de rechten van de mens en de volkeren, die op 2 november 1987 in Addis Abeba (Ethiopië) is opgericht en nu haar hoofdkwartier heeft in Banjul (Gambia). Vervolgens is in 1998 een protocol bij het Handvest aangenomen waarbij een Afrikaans Hof voor de rechten van de mens en de volkeren werd opgericht. Dat Hof velde zijn eerste arrest in 2009. Een fusie van het Hof en de Commissie wordt overwogen. 

## Andere mensenrechten
Van het VN-Kinderrechtenverdrag bestaat ook een Afrikaanse variant, het Afrikaans Handvest inzake de rechten en het welzijn van het kind.
Het Maputo-Protocol beoogt anderzijds de rechten van de vrouw in Afrika te vrijwaren. 